# Saint David (St. Vincent und die Grenadinen)
Saint David ist ein Parish (administrative Einheit) im Inselstaat St. Vincent und die Grenadinen in der Karibik. Es ist mit 80 km² flächenmäßig das zweitgrößte Parish auf der Insel St. Vincent, hatte zur Volkszählung 2012 jedoch nur 5756 Einwohner und ist damit die am dünnsten besiedelte Region des Landes. Für 2021 wurde die Bevölkerung auf annähernd 5800 Einwohner geschätzt. Der Hauptort ist Chateaubelair.

## Geographie
Das Parish erstreckt sich auf der Nordhälfte der Westküste, grenzt im Süden an St. Patrick und im Osten an Charlotte. Mit den Bergen La Soufrière (1234 m) und Richmond Peak (1033 m) liegen die höchsten Erhebungen des Staates im Parish. Auch die Insel Chateaubelair Island gehört zum Parish.

## Orte
Quelle:
- Chateaubelair (⊙)
- Keartons
- Richmond (⊙)
- Richmond Vale (⊙)
- Rosehall (⊙)
- Troumaka (⊙)
- Wallilabou (⊙)